# Discrete Optimization
Discrete Optimization is een internationaal, aan collegiale toetsing onderworpen wetenschappelijk tijdschrift op het gebied van de
toegepaste wiskunde en
operationeel onderzoek.
De naam wordt in literatuurverwijzingen meestal afgekort tot Discrete Optim.
Het wordt uitgegeven door Elsevier.
Het eerste nummer verscheen in 2004.